# Ostrivceanî, Camenița
Ostrivceanî (în ucraineană Острівчани) este un sat în comuna Hodorivți din raionul Camenița, regiunea Hmelnîțkîi, Ucraina.

## Demografie
Componența lingvistică a localității Ostrivceanî
     Ucraineană (99,4%)
     Alte limbi (0,6%)
Conform recensământului din 2001, majoritatea populației localității Ostrivceanî era vorbitoare de ucraineană (99,4%), existând în minoritate și vorbitori de alte limbi.